# Ungarische Badmintonmeisterschaft 2023
Die Ungarische Badmintonmeisterschaft 2023 fand am 4. und 5. Februar 2023 in Cegléd statt.

## Sieger und Platzierte
| Disziplin    | Gold                         | Silber                       | Bronze                            |
| ------------ | ---------------------------- | ---------------------------- | --------------------------------- |
| Herreneinzel | Gergő Pytel                  | Ádám Könczöl                 | Tamás Gebhard                     |
| Herreneinzel | Gergő Pytel                  | Ádám Könczöl                 | Bálint Pápai                      |
| Dameneinzel  | Vivien Sándorházi            | Ágnes Kőrösi                 | Daniella Gonda                    |
| Dameneinzel  | Vivien Sándorházi            | Ágnes Kőrösi                 | Petra Mészáros                    |
| Herrendoppel | Balázs Pápai Bálint Pápai    | Zoltan Kereszti Ádám Könczöl | Zsombor Ágai Miklós Kis-Kasza     |
| Herrendoppel | Balázs Pápai Bálint Pápai    | Zoltan Kereszti Ádám Könczöl | Máté Kováts Barnabás Tóth         |
| Damendoppel  | Daniella Gonda Ágnes Kőrösi  | Petra Mészáros Nikol Vetor   | Hédi Dorozsmai Etelka Karalyos    |
| Damendoppel  | Daniella Gonda Ágnes Kőrösi  | Petra Mészáros Nikol Vetor   | Kata Kustán Noémi Kustán          |
| Mixed        | Miklós Kis-Kasza Nikol Vetor | Zoltán Szele Ágnes Kőrösi    | Keán Kígyós Petra Mészáros        |
| Mixed        | Miklós Kis-Kasza Nikol Vetor | Zoltán Szele Ágnes Kőrösi    | Kristóf Horváth Vivien Sándorházi |